# はじめまして (中島みゆきのアルバム)
『はじめまして』は、1984年10月24日に発表された中島みゆきの11作目のオリジナルアルバムである。

## 制作
前作『予感』から1年7ヶ月ぶりとなるオリジナルアルバムであり、本作から『中島みゆき』（1988年）までの約4年間“御乱心の時代”と称し、サウンドをロックを強調してアレンジが施された楽曲の制作が始まった。
本作のマスタリングはスティーブン・マーカッセンが手掛けた。マーカッセンは41stアルバム『組曲 (Suite)』（2015年）にて再びマスタリングを担当した。以降、再び中島のアルバムのマスタリングを手掛けている。

## リリース
1984年10月24日にキャニオン・レコードのAARD-VARKレーベルから、LPとCTの2形態でリリースされた。
1984年11月5日に、CDが発売され、現行盤のCDは2018年にヤマハミュージックコミュニケーションズから発売された。
2012年、Tom Baker at Precision Mastering (Los Angeles) により新たにデジタルリマスタリングされたCDがクリスタルディスクにて発売された（規格品番：YMPCD-10020）。

## 収録曲

### LPレコード
| 全作詞・作曲: 中島みゆき。 |                    |            |            |            |      |
| #                          | タイトル           | 作詞       | 作曲・編曲 | 編曲       | 時間 |
| 1.                         | 「僕は青い鳥」     | 中島みゆき | 中島みゆき | 小野崎孝輔 | 5:27 |
| 2.                         | 「幸福論」         | 中島みゆき | 中島みゆき | 小野崎孝輔 | 3:03 |
| 3.                         | 「ひとり」         | 中島みゆき | 中島みゆき | 倉田信雄   | 5:04 |
| 4.                         | 「生まれた時から」 | 中島みゆき | 中島みゆき | 倉田信雄   | 4:41 |
| 5.                         | 「彼女によろしく」 | 中島みゆき | 中島みゆき | 小野崎孝輔 | 4:38 |
| 合計時間:                  | 合計時間:          | 合計時間:  | 22:53      |            |      |

| 全作詞・作曲: 中島みゆき。 |                      |            |            |            |      |
| #                          | タイトル             | 作詞       | 作曲・編曲 | 編曲       | 時間 |
| 1.                         | 「不良」             | 中島みゆき | 中島みゆき | 倉田信雄   | 5:15 |
| 2.                         | 「シニカル・ムーン」 | 中島みゆき | 中島みゆき | 倉田信雄   | 4:18 |
| 3.                         | 「春までなんぼ」     | 中島みゆき | 中島みゆき | 倉田信雄   | 5:10 |
| 4.                         | 「僕たちの将来」     | 中島みゆき | 中島みゆき | 小野崎孝輔 | 5:16 |
| 5.                         | 「はじめまして」     | 中島みゆき | 中島みゆき | 倉田信雄   | 4:38 |
| 合計時間:                  | 合計時間:            | 合計時間:  | 24:37      |            |      |

### CD
| 全作詞・作曲: 中島みゆき。 |                      |            |            |            |      |
| #                          | タイトル             | 作詞       | 作曲・編曲 | 編曲       | 時間 |
| 1.                         | 「僕は青い鳥」       | 中島みゆき | 中島みゆき | 小野崎孝輔 | 5:27 |
| 2.                         | 「幸福論」           | 中島みゆき | 中島みゆき | 小野崎孝輔 | 3:03 |
| 3.                         | 「ひとり」           | 中島みゆき | 中島みゆき | 倉田信雄   | 5:04 |
| 4.                         | 「生まれた時から」   | 中島みゆき | 中島みゆき | 倉田信雄   | 4:41 |
| 5.                         | 「彼女によろしく」   | 中島みゆき | 中島みゆき | 小野崎孝輔 | 4:38 |
| 6.                         | 「不良」             | 中島みゆき | 中島みゆき | 倉田信雄   | 5:15 |
| 7.                         | 「シニカル・ムーン」 | 中島みゆき | 中島みゆき | 倉田信雄   | 4:18 |
| 8.                         | 「春までなんぼ」     | 中島みゆき | 中島みゆき | 倉田信雄   | 5:10 |
| 9.                         | 「僕たちの将来」     | 中島みゆき | 中島みゆき | 小野崎孝輔 | 5:16 |
| 10.                        | 「はじめまして」     | 中島みゆき | 中島みゆき | 倉田信雄   | 4:38 |
| 合計時間:                  | 合計時間:            | 合計時間:  | 47:30      |            |      |

## 楽曲解説
1. 僕は青い鳥
  - このアルバムより先に、「1979年・秋のツアー」で初めて披露した曲である。この時の歌詞は、アルバムバージョンと一部異なっている。
2. 幸福論
3. ひとり
  - このアルバムの先行シングル曲で、編曲が変わった別音源になっている。
4. 生まれた時から
5. 彼女によろしく
6. 不良
7. シニカル・ムーン
8. 春までなんぼ
9. 僕たちの将来
  - 2002年に緒方恵美、2004年にはBank Bandがカバーしている。
10. はじめまして
  - のちにアルバム『いまのきもち』にてセルフカバー。

## 演奏者
- Vocals：中島みゆき

| 僕は青い鳥 - Drums：渡嘉敷祐一 - E.Bass：岡沢章 - E.Guitar：芳野藤丸 - Piano：倉田信雄 - Strings：大河内弘グループ 幸福論 - Drums：渡嘉敷祐一 - E.Bass：美久月千晴 - E.Guitar：青山徹 - Keyboard：倉田信雄 - F.Guitar：吉川忠英 - L.Percussion：斉藤ノブ - Strings：大河内弘グループ ひとり - Drums：渡嘉敷祐一 - E.Bass：富倉安生 - E.Guitar：芳野藤丸 - Keyboard：倉田信雄 - F.Guitar：吉川忠英 - L.Percussion：斉藤ノブ - Strings：ジョーグループ 生まれた時から - Drums：渡嘉敷祐一 - E.Bass：岡沢章 - E.Guitar：青山徹 - Keyboard：倉田信雄 - F.Guitar：吉川忠英 - Chorus：岡沢章・杉本和世 - Sax：斉藤清 彼女によろしく - Drums：渡嘉敷祐一 - E.Bass：岡沢章 - E.Guitar：松下誠 - Keyboard：倉田信雄 - F.Guitar：吉川忠英 - L.Percussion：斉藤ノブ - Strings：大河内弘グループ | 不良 - Drums：山木秀夫 - E.Bass：富倉安生 - E.Guitar：土方隆行・今剛 - Piano：倉田信雄 - H.Organ：難波正司 - Chorus：杉本和世 シニカル・ムーン - Drums：山木秀夫 - E.Bass：富倉安生 - E.Guitar：土方隆行 - F.Guitar：吉川忠英 - Keyboard：倉田信雄 - L.Percussion：斉藤ノブ 春までなんぼ - Drums：渡嘉敷祐一 - E.Bass：岡沢章 - E.Guitar：北島健二・芳野藤丸 - Keyboard：倉田信雄 - F.Guitar：吉川忠英 - Timpani：金山功 - Trumpet：岸義和・武田和三・中沢健次・細田忠義 僕たちの将来 - Drums：渡嘉敷祐一 - E.Bass：富倉安生 - E.Guitar：芳野藤丸 - Piano：倉田信雄 - L.Percussion：斉藤ノブ - F.Guitar：吉川忠英 - Chorus：比山清・梅垣達志・木戸恭弘・尾形道子・伊集加代子・山川恵津子 はじめまして - Drums：渡嘉敷祐一 - E.Bass：岡沢章 - E.Guitar：芳野藤丸 - F.Guitar：吉川忠英 - Keyboard：倉田信雄 - L.Percussion：斉藤ノブ - F.Guitar：吉川忠英 - Chorus：比山清・梅垣達志・木戸恭弘・尾形道子・伊集加代子・山川恵津子 |